# ناواتل
ناواتل (بالإسبانية: Nahuatl)‏ اسم يطلق على مجموعة لغات متقاربة يتكلمها السكان الأصليون في أمريكا الشمالية وبالتحديد في وسط المكسيك وتتبع فرع اللغات اليوتو أزتكية (مثل عدة لغات في غرب الولايات المتحدة)، كلغة الأزتك الذين سادوا البلاد قبل مجئ الإسبان. يوجد حوالي مليون ونصف مليون مكسيكي يتكلمون هذه اللغة.
هي من بين اللغات القليلة التي لا تفرق جيدا بين الاسم والفعل.
تختلف اللغة اليوم عن اللغة الكلاسيكية التي كتبت بالرموز الهيروغليفية في القرنين السادس عشر والسابع عشر بعد استعمال الأحرف اللاتينية، وهي تتفرق على لهجات صعبة الفهم لغيرها من لهجات الناواتل الأخرى، وتختلف درجات تأثرها بالإسبانية، على أن لهجة وادي مكسيكو هي الأقرب لها.